# Matoub Lounès

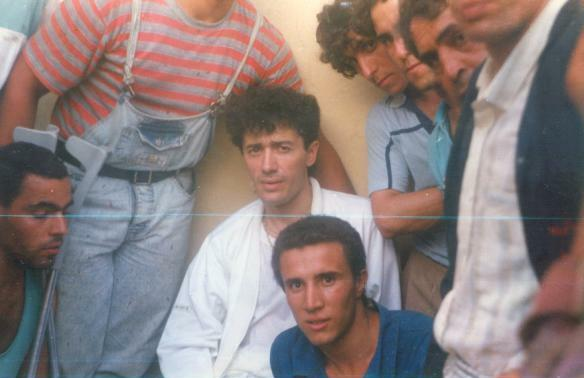
Matoub Lounès (in wit overhemd)

Matoub Lounès (Kabylië, Algerije, 24 januari 1956 - Kabylië, Algerije, 25 juni 1998) was een bekende Noord-Afrikaanse zanger.
Lounès was een Berber uit de Algerijnse streek Kabylië en zong in het Tamazight. Tussen 1978 en zijn dood in 1998 nam hij een groot aantal albums op en werd een van de meest populaire artiesten van Algerije.
In zijn liederen voerde Lounès een bevlogen strijd voor vrijheid van meningsuiting en voor de cultuur en taal van de autochtone berberbevolking. Hij verzette zich fel tegen het moslimfundamentalisme, de vaak dubieuze rol van het Algerijnse leger en de autoritaire Algerijnse regering en meer in het algemeen tegen iedereen die van Algerije een Arabisch en islamitisch land probeerde -en probeert- te maken.
Nadat hij eerder in de jaren tachtig en negentig onder meer al eens gewond was geraakt door politiekogels en een keer ontvoerd werd en talloze doodsbedreigingen kreeg, werd hij op 25 juni 1998 door tegenstanders vermoord.
- Bibliothèque nationale de France: cb124549358 (data)
- Catàleg d'autoritats de noms i títols de Catalunya: 981058616590306706
- Gemeinsame Normdatei: 119342456
- International Standard Name Identifier: 0000 0000 4127 4893
- Library of Congress Control Number: no95023148
- MusicBrainz: e2af3275-06f0-482f-b687-ff9f24b40aff
- Nederlandse Thesaurus van Auteursnamen: 242061540
- Réseau des bibliothèques de Suisse occidentale: 02-A003572583
- SNAC: w6f50pj1
- Système universitaire de documentation: 033709904
- Virtual International Authority File: 46856583
- WorldCat: E39PBJppwD3CrPYHfCg4fGF9Xd